# Far-Eastern-Air-Transport-Flug 104
Am 24. Februar 1969 verunglückte eine Handley Page Herald auf dem Far-Eastern-Air-Transport-Flug 104 von Kaohsiung nach Taipeh.

## Verlauf
Etwa 10 Minuten nach dem Start in Kaohsiung kam es zum Ausfall des Triebwerks Nr. 2. Der zugehörige Propeller kam jedoch nicht in Segelstellung. Durch den Ausfall des Motors begann die HPR-7 einen langsamen Sinkflug. Die Piloten wollten eine Notlandung auf dem Flughafen Tainan machen. Während des Landeanflugs kam es jedoch zu einer Bauchlandung auf einer Lichtung, nachdem ein Wald knapp verfehlt worden war. Die Maschine rutschte in ein Flussbett, zerbrach in drei Teile und geriet in Brand. Alle 36 Insassen an Bord starben.